# スターリング (SMG)
スターリング・サブマシンガン（Sterling submachine gun）は、イギリスで開発された短機関銃である。原型は第二次世界大戦中に完成し、戦後になってから量産された。1990年頃にL85突撃銃に更新されるまで、L1A1小銃と共にイギリス軍で使用されていた。

## 概要
スターリング・サブマシンガンは9x19mmパラベラム弾を使用し、構造の単純なシンプル・ブローバック方式とオープン・ボルト撃発を採用した典型的な軍用サブマシンガンで、同じ軍用型のUZIと同様、銃剣を取り付ける着剣装置が存在する。照準器は保護用のガードを備え、フロントサイトは固定式、リアサイトは100ヤードと200ヤードの二段階切換式となっている。
円筒形の本体や銃口から見て右側に突き出たマガジンなど、ステン短機関銃との類似点も多い。事実、この銃は可能な限りステンの生産施設・治具類を流用可能なように設計されており、鉄パイプ製のフレームはステンと同寸である。
しかし、引き金の直後に存在する独立したグリップ、グリップとユニット化され一体で取り外せる機関部、前方に回転させて銃身下へ折りたためる金属製銃床、引き金近くに位置し本体との固定を強固にした弾倉挿入口、スムーズに作動するよう可動式ローラーを内蔵したバナナ型マガジン（ステン用マガジンも流用可能）、ボルト（遊底）の一部に螺旋状の溝を掘って、砂などの異物を自動排除する設計など、ステンより遥かに洗練された設計になっている。また撃発はボルトが完全に前進し切る前に行われるため、射撃にともなう反動をまずボルトの残った前進運動、次いでリコイルスプリングが受けることで、射手に伝わる反動が緩和されている。

## 歴史

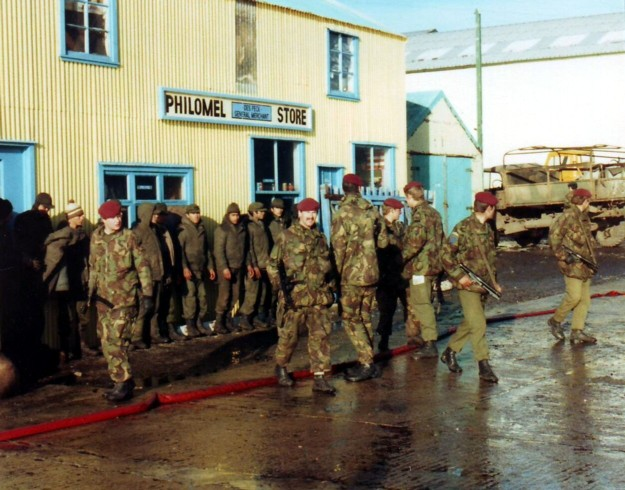
フォークランド紛争中、捕虜の監視を行う英落下傘兵ら（1982年）

1941年以来、イギリスでは安価かつ簡易で大量生産が容易なステン短機関銃の配備が進められていたが、1944年頃からはより高性能な短機関銃が求められるようになっていた。
一方、スターリング・アーマメンツ社で海軍向けのランチェスター短機関銃の設計に携わったジョージ・ウィリアム・パチェット技師は、1942年から新たな短機関銃の設計に着手していた。同年8月には設計を保護するために新たな特許の申請が行われ、まもなくしてランチェスター用の余剰部品から作られた試作品を用いたテストが始まった。9月25日、陸軍省の担当者らのもとで最初の射撃テストが行われた。1943年5月、パチェットは新型短機関銃の改良を進める中で、特徴的な折畳式銃床の特許を取得する。同年末、異物排除を目的とした溝付ボルトの特許を取得。
軍部による審査は1943年3月から始まった。1944年1月、政府は改良を加えた試作銃20丁の調達を指示し、フランス侵攻が迫る中、同年4月28日には組み立てた上で兵站委員会へと引き渡された。パチェットの手がけた短機関銃が、大戦中に実戦投入されたかは定かではない。1944年9月のマーケット・ガーデン作戦に際し、第1空挺師団の隊員に一定数が配備された可能性を示唆する文献や写真があるものの、これを証明する公文書等は発見されていない。
いずれにせよ、第二次世界大戦中の採用は叶わず、戦後も試験が続けられることとなる。ライバルはバーミンガム・スモール・アームズ（BSA）が設計した試作短機関銃だった。トライアルの際、BSA製短機関銃はパチェット銃よりも信頼性に優れると判断されていた。従来の短機関銃の役割も兼ねることが期待される新型突撃銃EM-2の登場も、軍部が短機関銃採用の優先度を低下させる理由となったが、間もなくして政治的な衝突の末にEM-2の採用は撤回され、L1A1小銃が改めて正式小銃とされている。1951年の試験ではパチェット銃が高く評価された。試験開始からおよそ10年が過ぎた1953年9月、パチェット銃はついにL2A1として制式採用された。2年後には改良を加えたL2A3が採用され、設計者ではなくメーカーの名を取ったスターリングという呼称はこの時期から普及し始めた。
朝鮮戦争末期には、実戦試験を目的にごく少数が英連邦軍の兵士に配備された。本格的な運用は、マラヤやケニアにおける反乱鎮圧作戦への投入が最初のものだと言われている。以後、イギリスや英連邦諸国などを中心に採用され、冷戦期を通じて多くの戦争・紛争で使用された。L85突撃銃の採用を受け、イギリスでは湾岸戦争を最後に退役した。1988年にはスターリング社も破産し、イギリス国内での製造が終了している。

## 使用国
イギリス、カナダ（C1）、インド（1A1）、ガーナ、リビア、マレーシア、ナイジェリア、チュニジア、アルゼンチン、その他中東諸国など、世界で40万丁以上が生産され約90ヶ国が採用した他、インドとカナダではライセンス生産が行われた。このため、スエズ危機や第二次および第三次印パ戦争・フォークランド紛争などで実戦投入された他、今でも一部は地域紛争などに使用されている。

## 派生型

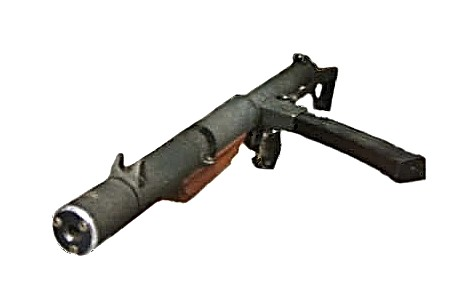
スターリング・パチェット Mk.5（L34A1）消音サブマシンガン

パチェット・マシンカービン Mk.2（L2A1）
初期型。1953年製造開始。
スターリング Mk.3（L2A2）
中期型。1955年製造開始。
スターリング Mk.4（L2A3）
後期型。1956年製造開始。おそらく全シリーズ中最も製造数が多い。
スターリング・パチェット Mk.5（L34A1）
サプレッサーを組み込んだ特殊型。イギリス軍で使用。また、オーストラリアSASによってベトナム戦争でも使用されている。
スターリング Mk.6
警察および民間向けのセミオート専用型。
スターリング Mk.7 パラ
銃床の無い短銃身型。
C1
Mk.4（L2A3）をカナダでライセンス生産したモデル。製造はカナディアン・アーセナル・リミテッド社で行われ、カナダ軍で制式採用された。フロントサイトガードが大型化され、カナダ軍の小銃用銃剣を着剣できるようになっている。使用する弾倉は10/30発のものが採用されたが、原型の34発弾倉を使用することもできる。

## 登場作品

### 映画

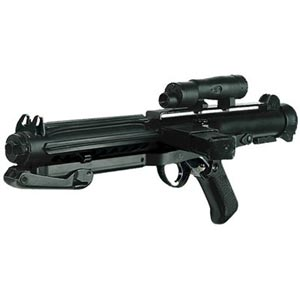
『スターウォーズ』に登場した、E-11 ブラスターライフル

『007シリーズ』
『女王陛下の007』
ユニオン・コルスの兵士が使用。
『007 私を愛したスパイ』
リパルス（ストロンバーグの巨大タンカー）に搭乗していたストロンバーグの兵士と捕らわれたジェームズ・ボンドらがリパルス艦内で使用。

『地獄のデビルトラック』
ディークが武器庫から持ち出し、暴走して何度も同じ言葉を繰り返していたスピーカーを銃撃して破壊する。
『スター・ウォーズシリーズ』
旧三部作（オリジナル・トリロジー）で登場する帝国軍ストームトルーパーの標準装備の1つであるブラスター（後に「E-11 ブラスターライフル」という制式名称が設定された）のステージガンは、スターリング・サブマシンガンに装飾を施して製作された。
なお、作品中の設定上は「プラズマを発射する兵器」だが、プロップガンは実際に空包を発砲するものが使われており、銃口から発射炎が発生していること、排莢を行っていることが、後に製作されたデジタル技術による修正版以前のフィルムで確認できる。
『ビグルス 時空を越えた戦士』
ビグルスがフォン・シュターレンの乗る戦闘機を攻撃する際に使用。舞台は第一次世界大戦なので、時代設定に合っていない。
現代で乗っ取った警察ヘリごと過去にタイムスリップし、1885年のロンドンでヘリに搭載してあった銃器を持ち出してきたもの。
『ロボコップ』
マーフィー巡査がロボコップとして最初に逮捕したコンビニ強盗が所持。ロボコップに対してフルオート連射をせず、銃身が極端に突き出た形状から、アメリカの輸入銃器規制に合わせて銃身を延長した民間向けのスターリング Mk.6（スターリング・カービン）である。
『野獣死すべし 復讐のメカニック』
藤岡弘、演ずる主人公が使用。

### 漫画
『AKIRA』
ケイが使用。
『Cat Shit One '80』
フォークランド紛争時にイギリス、アルゼンチン双方が使用。
『HELLSING』
傭兵部隊「ワイルドギース」隊員が使用する。

### ゲーム
『HIDE AND FIRE』
「sterling」の名称で登場。
『PAYDAY 2』
「Patchett L2A1 submachine gun」の名称で登場。
『怪盗ロワイヤル-zero-』
「フルオートマシンガン」の名称で登場。
『レインボーシックス シージ』
「9mm C1」の名称で登場。
『Ravenfield』
「Quicksilver」の名称で登場。